# Marina Janicke
Marina Janicke (-Höhne) est une plongeuse est-allemande née le 19 juin 1954 à Berlin.

## Carrière
Elle est médaillée de bronze en plateforme à 10 mètres et en tremplin à 3 mètres aux Jeux olympiques d'été de 1972 à Munich. Elle est aussi vice-championne d'Europe en tremplin et en plateforme en 1970 à Barcelone. Aux Championnats du monde, elle est médaillée de bronze en tremplin en 1973 à Belgrade.